# Micróspora
Esporas masculinas de los esporófitos, también llamadas microsporocitos. Producidas por meiosis a partir de una célula madre diploide, que forma una tétrade de microsporas haploides. Luego de la microgametogénesis, la microspora deviene en el grano de polen, que es el gametófito masculino. El grano de polen forma el tubo polínico para fecundar al saco embrionario, el gametófito femenino.

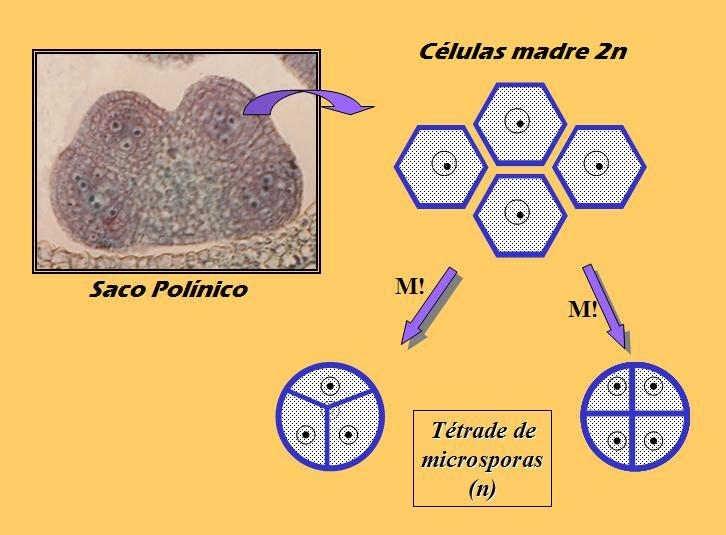
Esquema de formación de microsporas

Las microsporas son formadas en el saco polínico que se encuentra en el estambre de las angiospermas y en los conos estaminados de las gimnospermas.
- Datos: Q2452297
- Multimedia: Microspores / Q2452297